# Twerking Queen
Twerking Queen é o álbum de estreia da cantora italiana Elettra Lamborghini, lançado em 14 de junho de 2019 pela Island Records e Universal Music Italia.

## Antecedentes e desenvolvimento
Anunciado em 27 de maio de 2019 após a assinatura do contrato com a Universal, Antes do seu lançamento o álbum contou com três singles lançados entre 2018 e 2019: Pem Pem, lançado em fevereiro de 2018 como single de estréia, Mala, lançado em setembro do mesmo ano, e por fim Tócame, lançado em junho de 2019 em colaboração com o rapper Pitbull e o trio de DJ's ChildsPlay.
O nome do álbum é uma alusão à capacidade de Lamborghini de dançar Twerk.
Em 14 de fevereiro de 2020, foi lançada a reedição do álbum, intitulada Twerking Queen (El resto es nada).

## Lista de faixas
| Edição padrão  |                                      | |                        |         |  |
| N.º            | Título                               | Compositor(es) | Produtor(es)           | Duração |  |
| 1.             | "Tócame" (com Pitbull & ChildsPlay)  | Elettra Lamborghini Andrea Maria Rosa Dury Ospina Armando Christian Perez Donald Hoitink Pablo Miguel Lombroni Capalbo Steven Keanu Tandaju Steven Mimoun Kwik | ChildsPlay             | 2:41    |  |
| 2.             | "Corazón Morado" (com Sfera Ebbasta) | Lamborghini Gionata Boschetti Umberto Odoguardi | Junior-K               | 3:31    |  |
| 3.             | "Pem Pem"                            | Lamborghini Gionata Boschetti Pablo Miguel Lombroni Capalbo Paolo Alberto Monachetti                                                                           | Mickey Miguel Shablo   | 2:52    |  |
| 4.             | "Fanfare" (com Guè Pequeno)          | Cosimo Fini Davide Petrella Michele Canova lorfida | Michele Canova lorfida | 3:00    |  |
| 5.             | "Fuerte"                             | Jacopo Ettorre Riccardo Scirè | Riccardo Scirè         | 2:37    |  |
| 6.             | "Te Quemas" (com MC G15)             | Lamborghini Gabriel Paixao Soares Josias De La Cruz | Nely El Arma Secreta   | 2:40    |  |
| 7.             | "Pegaditos"                          | Jerry Vasquez Pablo Miguel Lombroni Capalbo Paride Galimi | Shablo                 | 2:52    |  |
| 8.             | "Maldito Día"                        | Lamborghini Pablo Miguel Lombroni Capalbo Stefano Tognini | Zef Shablo             | 3:23    |  |
| 9.             | "Ven"                                | Lamborghini Marco Masis Martin Rodriguez Vicente | Tainy                  | 2:58    |  |
| 10.            | "Mala"                               | Droc on the Track Lamborghini Erick A. Celis Marin Josias De La Cruz Martin Rodriguez Vicente                                                                  | Josias De La Cruz      | 2:55    |  |
| Duração total: | Duração total:                       | Duração total: | Duração total:         | 29:37   |  |

| Disco 2 – Twerking Queen (el resto es nada) |                                                    | |                        |         |  |
| N.º                                         | Título                                             | Compositor(es)                                                                                              | Produtor(es)           | Duração |  |
| 1.                                          | "Musica (e il resto scompare)"                     | Davide Petrella, Michele Canova lorfida                                                                     | Michele Canova lorfida | 3:16    |  |
| 2.                                          | "Musica (el resto es nada)"                        | Davide Petrella, Michele Canova lorfida                                                                     | Michele Canova lorfida | 3:16    |  |
| 3.                                          | "Non succederà più" (com Myss Keta)                | Claudia Mori, Giancarlo Bigazzi                                                                             | Mr. Monkey, Riva       | 3:13    |  |
| 4.                                          | "Maldito día (Remix)" (com Rkomi)                  | Lamborghini, Andrea Rosi, Marco Schietroma, Mirko Martorana, Pablo Miguel Lombroni Capalbo, Stefano Tognini | Zef, Shablo            | 3:09    |  |
| 5.                                          | "Te quemas (Remix)" (com Samurai Jay e Mambolosco) | Lamborghini, Gabriel Paixao Soares, Gennaro Amatore, Josias De La Cruz, William Miller Hickman II           | "Nely El Arma Secreta" | 2:33    |  |
| 6.                                          | "Bombonera"                                        | Andrea Ferrara, Davide Simonetta, Paolo Antonacci                                                           | SIXPM                  | 2:47    |  |
| Duração total:                              | Duração total:                                     | Duração total:                                                                                              | Duração total:         | 47:42   |  |

## Desempenho nas paradas
| Parada (2019) | Melhor posição |
| ------------- | -------------- |
| Itália (FIMI) | 3              |

### Tabelas de final de ano
| Tabela musical (2019) | Melhor posição |
| --------------------- | -------------- |
| Itália (FIMI)         | 61             |

### Certificações
| Região        | Certificação | Vendas  |
| ------------- | ------------ | ------- |
| Itália (FIMI) | Ouro         | 25,000* |